# École pour l'informatique et les techniques avancées
L'École pour l'informatique et les techniques avancées (EPITA), con nome d'uso EPITA, è una prestigiosa scuola francese di ingegneria delle telecomunicazioni e dell'Informatica. Offre corsi a livello di laurea specialistica, di master di secondo livello e di formazione continua.
L'EPITA è una delle tre grandi scuole di ingegneria unite nel gruppo IONIS Education Group all'interno del quale si condividono attività formative principalmente extra-curriculari.
Nella ricerca e nella didattica, l'EPITA ha stabilito stretti contatti con il Politecnico di Torino, tramite l'abilitazione di scambi di studenti, doppie lauree, doppi dottorati, e tramite la partecipazione a diversi progetti di ricerca europei e reti di eccellenza europee.